# Baltasar Lopes da Silva
Pour les articles homonymes, voir Lopes.
Baltasar Lopes da Silva (Caleijão, São Nicolau, 23 avril 1907 - São Vicente, 28 mai 1989) était un écrivain, poète et linguiste cap-verdien, qui écrivait à la fois en portugais et en créole cap-verdien.
En compagnie de Manuel Lopes et Jorge Barbosa, il fonda le journal Claridade. Il est surtout connu pour son roman Chiquinho, paru en 1940 considéré comme le plus grand roman de la littérature cap-verdienne. Il signait parfois sous le pseudonyme Osvaldo Alcântara.

## Œuvres
- Chiquinho (1947)
- Cabo Verde visto por Gilberto Freyre (1956)
- O dialecto crioulo de Cabo Verde, description du créole du Cap-Vert (1957).
- Antologia da Ficção Cabo-Verdiana Contemporânea (1961)
- Cântico da Manhã Futura (1986)
- Os Trabalhos e os Dias